# Iwan Grigorjewitsch Kamenski

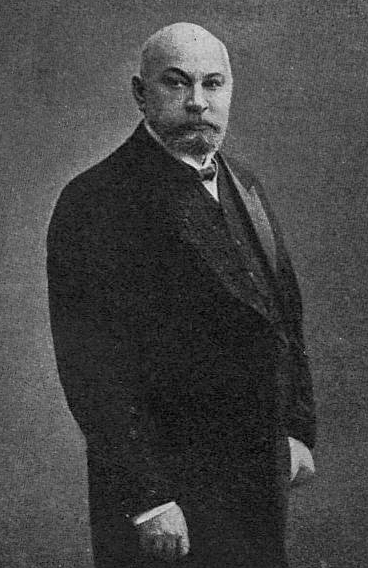
Iwan Grigorjewitsch Kamenski (etwa 1915)

Iwan Grigorjewitsch Kamenski, geboren Ioann Grigorjewitsch Kamenski, (russisch Иван Григорьевич Каменский, Geburtsname russisch Иоанн Григорьевич Каменский; * 26. Septemberjul. / 8. Oktober 1857greg. im Dorf Danilicha, jetzt ein Teil Perms; † 14. März 1919 in Perm) war ein russischer Unternehmer und Mäzen.

## Leben
Kamenski, Sohn des Unternehmers Grigori Kosmitsch Kamenski, begann 1876 mit einer Goldmedaille des Permer Gymnasiums das Studium an der Moskauer Akademie der Handelswissenschaften. Er schloss das Studium an der Universität Bonn als Magister der Chemie und Doktor der Philosophie ab.
Kamenski betrieb Holzwirtschaft und errichtete im Gouvernement Perm eine Fabrik für die Produktion von Azeton und Methanol durch trockene Destillation von Holz. 1893 wurde Kamenski Geschäftsführer der Fabriken für Eisenwaren in den Dörfern Tis und Moljobka bei Perm und Besitzer der Kupferhütte Suksun. In Suksun erwarb er das früher den Demidows gehörende Haus, das jetzt das Bezirksmuseum Suksun ist.
1894 wurde Kamenski Ehrenmitglied des Gouvernementskuratoriums der Kinderheime wie vordem sein Vater. 1906 wurde er Mitglied des Staatsrats für das Permer Semstwo. 1908 ließ er die Kirche der Gottesmutter von Kasan in dem von seinem Vater gestifteten Mariä-Entschlafens-Frauenkloster bauen. Die Ikonostase malte Nicholas Roerich, mit dem  Kamenskis in St. Petersburg lebende Schwester befreundet war. 1909 wurde Kamenski Ehrenkurator der Permer Alexei-Realschule. Er förderte die Handwerksproduktion, insbesondere die Herstellung von Samowaren. Er wurde Ehrenbürger der Stadt Perm. 1914 verkaufte er die Familienfirma Brüder F. und G. Kamenski an Nikolai Wassiljewitsch Meschkow. 1916 stiftete Kamenski Stipendien für die neue Universität Perm. Nach der Oktoberrevolution wurde er enteignet und lebte in einem Permer Bordell.
Kamenski war verheiratet mit Lidija Nikolajewna geborene Iljina, deren Porträt Walentin Alexandrowitsch Serow 1911 malte. Durch die Heirat war er mit den Stroganows verwandt. Kamenski wurde in der Familiengruft in der Kirche der Gottesmutter von Kasan des Mariä-Entschlafens-Frauenklosters bestattet.